# Ljudi gibnut za metall
Ljudi gibnut za metall (Люди гибнут за металл) è un film del 1919 diretto da Aleksandr Volkov.